# Pëza
La Pëza è un fiume della Russia europea nordoccidentale (Oblast' di Arcangelo), affluente di destra del Mezen'. Scorre nell'Mezenskij rajon dell'Oblast' di Arcangelo.
Il fiume è formato dalla confluenza dei fiumi Bludnaja e Ročuga che scendono dal versante occidentale dei bassi rilievi dei monti Timani. Scorre poi successivamente con direzione occidentale attraversando una regione pianeggiante e paludosa, poco popolata e coperta dalla taiga; sfocia nel Mezen' nel suo basso corso, a 86 km dalla sua foce nel mar Bianco. 
La Pëza è gelata, mediamente, dai primi di novembre ai primi di maggio; la stagione primaverile è caratterizzata dalle piene più abbondanti, quando la portata può salire fino a 2.500 m³/s (contro una media annua di 130) e il fiume diventa navigabile per 300–320 km a monte della foce.
Il maggior affluente è la Njafta (lunga 138 km) proveniente dalla sinistra idrografica.